# لامار جون ريان سيسيل
لامار جون ريان سيسيل (بالإنجليزية: Lamar John Ryan Cecil)‏ هو محامي وقاضي أمريكي، ولد في 2 نوفمبر 1902 في هيوستن في الولايات المتحدة، وتوفي في 14 فبراير 1958.